# 次氯酸钾
次氯酸钾是一种无机化合物，化学式为KOCl或KClO。它是一种强氧化剂，可以在碱性条件下将Fe(III)氧化为Fe(VI)。

## 制备
次氯酸钾可由氯和氢氧化钾溶液反应得到：
Cl2 + 2 KOH → KCl + KClO + H2O
这种传统方法最初由克劳德·贝托莱在1789年使用。
另一种方法是电解氯化钾溶液。上述两种方法在反应时必须保证反应体系低温以防止氯酸钾的生成。

## 用途
可用于消毒或漂白。有时，它被用于代替次氯酸钠，因为钾离子更有利于农业。